# Yoshiyuki Miyake
Yoshiyuki Miyake (三宅 義行, Miyake Yoshiyuki, né le 30 septembre 1945 à Murata) est un haltérophile japonais. Il est le frère de l'haltérophile Yoshinobu Miyake et le père de Hiromi Miyake.

## Palmarès

### Jeux olympiques
- Mexico 1968
  -  Médaille de bronze en moins de 60 kg.

### Championnats du monde
- Téhéran 1965
  -  Médaille de bronze en moins de 56 kg.
- Berlin 1966
  -  Médaille de bronze en moins de 60 kg.
- Mexico 1968
  -  Médaille de bronze en moins de 60 kg.
- Varsovie 1969
  -  Médaille d'or en moins de 60 kg.
- Lima 1971
  -  Médaille d'or en moins de 60 kg.

### Jeux asiatiques
- Bangkok 1970
  -  Médaille d'or en moins de 60 kg.